# Nikita, Ucraina
Nikita (în ucraineană Нікіта) este o așezare de tip urban din orașul regional Ialta, Republica Autonomă Crimeea, Ucraina. În afara localității principale, nu cuprinde și alte sate.

## Demografie
Componența lingvistică a așezării de tip urban Nikita
     Rusă (88,53%)
     Ucraineană (9,2%)
     Tătară crimeeană (1,67%)
     Alte limbi (0,19%)
Conform recensământului din 2001, majoritatea populației așezării de tip urban Nikita era vorbitoare de rusă (88,53%), existând în minoritate și vorbitori de ucraineană (9,2%) și tătară crimeeană (1,67%).